# Tombouctou (roman)
Pour les articles homonymes, voir Tombouctou (homonymie).
Tombouctou  (titre original : Timbuktu) est un roman de l'écrivain américain Paul Auster publié en mai 1999 aux éditions Henry Holt & Company aux États-Unis et en France en mai 1999 chez Actes Sud.

## Résumé
Dans une rue de Baltimore aux États-Unis, Mr Bones voit Willy G. Christmas s'effondrer sur le trottoir alors que ce dernier est à la recherche d'une ancienne professeure à qui il veut confier ses cahiers de poèmes, l'œuvre de sa vie. Mr Bones se remémore alors ses souvenirs aux côtés de Christmas, au cours des dix dernières années, avec leurs soucis communs et leurs joies partagées. Un monologue intérieur, narratif, s'installe, mené par Mr Bones. Seulement Mr Bones est un chien, le compagnon de Christmas, et c'est à travers son regard de chien que se déroule l'histoire. Dans une fable existentialiste, Mr Bones espère qu'un jour il rejoindra son maître, à Tombouctou, comme ce dernier le lui a promis avant de mourir.

## Éditions
- (en) Timbuktu, Henry Holt & Company, 1999  (ISBN 9780805054071), 181 p.
- (en) Timbuktu, Faber & Faber, 2008  (ISBN 978-0571229093), 192 p.
- Actes Sud, 1999  (ISBN 978-2-7427-2262-4), 210 p.[1]
- Coll. « Babel », no 460, Actes Sud, 1999  (ISBN 978-2742731091) ; rééd. 2019  (ISBN 978-2-330-12642-1), 224 p.
- Le Livre de poche, 2002  (ISBN 978-2253152088), 186 p.